# WTA de Los Angeles
O WTA de Los Angeles – ou LA Women's Tennis Championships, na última edição – foi um torneio de tênis profissional feminino, de nível WTA Premier.
Realizado no condado Los Angeles, no estado da Califórnia, nos Estados Unidos. Existia, pelo menos, desde o início da era aberta do tênis. Passou por várias cidades do condado, incluindo a que dá nome a ele, Los Angeles, tendo a última fase em Carson. Durou até 2009. Os jogos eram disputados em quadras duras durante o mês de agosto.

## Finais

### Simples
| Ano                                     | Campeã                            | Vice-campeã                       | Resultado      |
| --------------------------------------- | --------------------------------- | --------------------------------- | -------------- |
| 2009                                    | Flavia Pennetta                   | Samantha Stosur                   | 6–4, 6–3       |
| 2008                                    | Dinara Safina                     | Flavia Pennetta                   | 6–4, 6–2       |
| 2007                                    | Ana Ivanović                      | Nadia Petrova                     | 7–5, 6–4       |
| 2006                                    | Elena Dementieva                  | Jelena Janković                   | 6–3, 4–6, 6–4  |
| 2005                                    | Kim Clijsters                     | Daniela Hantuchová                | 6–4, 6–1       |
| 2004                                    | Lindsay Davenport                 | Serena Williams                   | 6–1, 6–3       |
| 2003                                    | Kim Clijsters                     | Lindsay Davenport                 | 6–1, 3–6, 6–1  |
| 2002                                    | Chanda Rubin                      | Lindsay Davenport                 | 5–7, 7–65, 6–3 |
| 2001                                    | Lindsay Davenport                 | Monica Seles                      | 6–3, 7–5       |
| 2000                                    | Serena Williams                   | Lindsay Davenport                 | 4–6, 6–4, 7–61 |
| 1999                                    | Serena Williams                   | Julie Halard-Decugis              | 6–1, 6–4       |
| 1998                                    | Lindsay Davenport                 | Martina Hingis                    | 4–6, 6–4, 6–3  |
| 1997                                    | Monica Seles                      | Lindsay Davenport                 | 5–7, 7–5, 6–4  |
| 1996                                    | Lindsay Davenport                 | Anke Huber                        | 6–2, 6–3       |
| 1995                                    | Conchita Martínez                 | Chanda Rubin                      | 4–6, 6–1, 6–3  |
| 1994                                    | Amy Frazier                       | Ann Grossman                      | 6–1, 6–3       |
| 1993                                    | Martina Navrátilová               | Arantxa Sánchez Vicario           | 7–5, 7–64      |
| 1992                                    | Martina Navrátilová               | Monica Seles                      | 6–4, 6–2       |
| 1991                                    | Monica Seles                      | Kimiko Date                       | 6–3, 6–1       |
| 1990                                    | Monica Seles                      | Martina Navrátilová               | 6–4, 3–6, 7–66 |
| 1989                                    | Martina Navrátilová               | Gabriela Sabatini                 | 6–0, 6–2       |
| 1988                                    | Chris Evert                       | Gabriela Sabatini                 | 2–6, 6–1, 6–1  |
| 1987                                    | Steffi Graf                       | Chris Evert                       | 6–3, 6–4       |
| 1986                                    | Martina Navrátilová               | Chris Evert-Lloyd                 | 7–65, 6–3      |
| 1985                                    | Claudia Kohde-Kilsch              | Pam Shriver                       | 6–2, 6–4       |
| 1984                                    | Chris Evert-Lloyd                 | Wendy Turnbull                    | 6–2, 6–3       |
| 1983                                    | Martina Navrátilová               | Chris Evert-Lloyd                 | 6–1, 6–3       |
| 1982                                    | Mima Jaušovec                     | Sylvia Hanika                     | 6–2, 7–64      |
| 1981                                    | Martina Navrátilová               | Andrea Jaeger                     | 6–4, 6–0       |
| 1980                                    | Martina Navrátilová               | Tracy Austin                      | 6–2, 6–0       |
| 1979                                    | Chris Evert                       | Martina Navrátilová               | 6–3, 6–4       |
| 1978                                    | Martina Navrátilová               | Rosie Casals                      | 6–3, 6–2       |
| 1977                                    | Chris Evert                       | Martina Navrátilová               | 6–2, 2–6, 6–1  |
| Torneio não realizado entre 1976 e 1974 |                                   |                                   |                |
| 1973                                    | Margaret Court                    | Nancy Richey                      | 7–5, 6–7, 7–5  |
| 1972                                    | Rosie Casals                      | Françoise Dürr                    | 6–2, 6–7, 6–3  |
| 1971 (set.)                             | Billie Jean King vs. Rosie Casals | Billie Jean King vs. Rosie Casals | w.o. duplo     |
| 1971 (jan.)                             | Billie Jean King                  | Rosie Casals                      | 6–1, 6–2       |

### Duplas
| Ano                                     | Campeãs                                | Vice-campeãs                             | Resultado        |
| --------------------------------------- | -------------------------------------- | ---------------------------------------- | ---------------- |
| 2009                                    | Chuang Chia-jung Yan Zi                | Maria Kirilenko Agnieszka Radwańska      | 6–0, 4–6, 10–7   |
| 2008                                    | Chan Yung-jan Chuang Chia-jung         | Eva Hrdinová Vladimíra Uhlířová          | 2–6, 7–5, [10–4] |
| 2007                                    | Květa Peschke Rennae Stubbs            | Alicia Molik Mara Santangelo             | 6–0, 6–1         |
| 2006                                    | Virginia Ruano Pascual Paola Suárez    | Daniela Hantuchová Ai Sugiyama           | 6–3, 6–4         |
| 2005                                    | Elena Dementieva Flavia Pennetta       | Angela Haynes Bethanie Mattek            | 6–2, 6–4         |
| 2004                                    | Nadia Petrova Meghann Shaughnessy      | Conchita Martínez Virginia Ruano Pascual | 2 6–7, 6–4, 6–3  |
| 2003                                    | Mary Pierce Rennae Stubbs              | Elena Bovina Els Callens                 | 6–3, 6–3         |
| 2002                                    | Kim Clijsters Jelena Dokić             | Daniela Hantuchová Ai Sugiyama           | 6–2, 6–3         |
| 2001                                    | Kimberly Po-Messerli Nathalie Tauziat  | Nicole Arendt Caroline Vis               | 6–3, 7–5         |
| 2000                                    | Els Callens Dominique van Roost        | Kimberly Po Anne-Gaëlle Sidot            | 6–2, 7–5         |
| 1999                                    | Arantxa Sánchez Vicario Larisa Neiland | Lisa Raymond Rennae Stubbs               | 6–2, 56–7, 6–0   |
| 1998                                    | Martina Hingis Natasha Zvereva         | Tamarine Tanasugarn Elena Tatarkova      | 6–4, 6–2         |
| 1997                                    | Yayuk Basuki Caroline Vis              | Larisa Savchenko Helena Suková           | 7–67, 6–3        |
| 1996                                    | Lindsay Davenport Natasha Zvereva      | Amy Frazier Kimberly Po                  | 6–1, 6–4         |
| 1995                                    | Gigi Fernández Natasha Zvereva         | Gabriela Sabatini Larisa Neiland         | 7–5, 26–7, 7–5   |
| 1994                                    | Julie Halard Nathalie Tauziat          | Jana Novotná Lisa Raymond                | 6–1, 0–6, 6–1    |
| 1993                                    | Arantxa Sánchez Vicario Helena Suková  | Gigi Fernández Natalia Zvereva           | 7–63, 6–3        |
| 1992                                    | Arantxa Sánchez Vicario Helena Suková  | Zina Garrison-Jackson Pam Shriver        | 6–4, 6–2         |
| 1991                                    | Larisa Savchenko Natalia Zvereva       | Gretchen Magers Robin White              | 6–1, 2–6, 6–2    |
| 1990                                    | Gigi Fernández Jana Novotná            | Mercedes Paz Gabriela Sabatini           | 6–3, 4–6, 6–4    |
| 1989                                    | Martina Navrátilová Wendy Turnbull     | Claudia Kohde-Kilsch Mary Joe Fernández  | 5–2, retired     |
| 1988                                    | Patty Fendick Jill Hetherington        | Gigi Fernández Robin White               | 7–62, 5–7, 6–4   |
| 1987                                    | Martina Navrátilová Pam Shriver        | Zina Garrison Lori McNeil                | 6–3, 6–4         |
| 1986                                    | Martina Navrátilová Pam Shriver        | Claudia Kohde-Kilsch Helena Suková       | 6–4, 6–3         |
| 1985                                    | Claudia Kohde-Kilsch Helena Suková     | Hana Mandlíková Wendy Turnbull           | 6–4, 6–2         |
| 1984                                    | Chris Evert-Lloyd Wendy Turnbull       | Bettina Bunge Eva Pfaff                  | 6–2, 6–4         |
| 1983                                    | Martina Navrátilová Pam Shriver        | Betsy Nagelsen Virginia Ruzici           | 6–1, 6–0         |
| 1982                                    | Kathy Jordan Anne Smith                | Barbara Potter Sharon Walsh              | 6–3, 7–5         |
| 1981                                    | Sue Barker Ann Kiyomura                | Marita Redondo Peanut Louie              | 6–1, 4–6, 6–1    |
| 1980                                    | Rosie Casals Martina Navrátilová       | Kathy Jordan Anne Smith                  | 7–6, 6–2         |
| 1979                                    | Rosie Casals Chris Evert               | Martina Navrátilová Anne Smith           | 6–4, 1–6, 6–3    |
| 1978                                    | Betty Stöve Virginia Wade              | Greer Stevens Pam Teeguarden             | 6–3, 6–2         |
| 1977                                    | Rosie Casals Chris Evert               | Martina Navrátilová Betty Stöve          | 6–2, 6–4         |
| Torneio não realizado entre 1976 e 1974 |                                        |                                          |                  |
| 1973                                    | Rosie Casals Julie Heldman             | Margaret Court Lesley Hunt               | w.o.             |
| 1972                                    | Rosie Casals Virginia Wade             | Helen Gourlay Karen Krantzcke            | 6–4, 5–7, 7–5    |
| 1971 (set.)                             | Rosie Casals Billie Jean King          | Judy Dalton Françoise Dürr               | 6–3, 6–2         |
| 1971 (jan.)                             | Rosie Casals Billie Jean King          | Françoise Dürr Ann Jones                 | 7–5, 6–3         |